# Google潮流同步
Google潮流同步（英語：Google Currents，官方又译Google新鲜汇）是一个Google于2011年11月发布的社会化移动阅读器。支持Android以及iOS平台。
Google Currents能夠处理包括Forbes，CNET，ReadWriteWeb，IBN Live，Zigwheels等相关资源后展示给用户。并且还支持离线阅读，可以展示世界、娱乐、体育和科学等各类最热门的突发新闻。Google Currents还支持将期刊内容翻译成多达44种用户喜好的语言。
并且还支持离线阅读，Google Currents还支持将期刊内容翻译成多达44种用户喜好的语言。此外，Google Currents还可以阅读来自用户的Google阅读器中已订阅的内容。
Google Currents于2013年11月20日与Google Play杂志合并成Google Play报亭，新版应用也于同日上架Play商店。

## 中国大陆干扰
从2012年下半年开始，中国大陆用户无法通过Google Play安装或更新该apps，现象为长时间停留在下载状态一直无法开始。因为Google Currents能订阅境外杂志，绕过当局而获取未经审查的新闻资讯，故而遭到防火长城的干扰。但在中国国内的第三方的电子市场下载后，用户能正常使用。

## 竞争对手
- Flipboard
- Pulse
- The Early Edition
- Editions
- News.me
- Zite
- Feedly
- The Old Reader

## 相关产品
- Google阅读器